# Lihue
Cette page contient des caractères spéciaux ou non latins. S’ils s’affichent mal (▯, ?, etc.), consultez la page d’aide Unicode.
La ville de Lihue (Līhuʻe en hawaïen, API : [liːhuʔe]) est le siège du comté de Kauai, à Hawaï, sur l’île de Kauai, aux États-Unis. Lors du recensement de 2010, sa population s’élevait à 6 455 habitants, ce qui en fait la seconde ville de l’île.

## Géographie

### Démographie
| 2000  | 2010  | - | - | - | - |
| ----- | ----- | - | - | - | - |
| 5 215 | 6 455 | - | - | - | - |

### Climat
| Mois                                  | jan.    | fév.    | mars    | avril   | mai     | juin    | jui.    | août    | sep.    | oct.    | nov.    | déc.    | année   |
| ------------------------------------- | ------- | ------- | ------- | ------- | ------- | ------- | ------- | ------- | ------- | ------- | ------- | ------- | ------- |
| Température minimale moyenne (°C)     | 18,9    | 19      | 19,6    | 20,8    | 21,6    | 23      | 23,7    | 24      | 23,8    | 23,1    | 21,8    | 20,3    | 21,7    |
| Température moyenne (°C)              | 22,3    | 22,3    | 22,7    | 23,7    | 24,6    | 25,7    | 26,4    | 26,8    | 26,7    | 25,9    | 24,6    | 23,3    | 24,6    |
| Température maximale moyenne (°C)     | 25,9    | 25,6    | 25,8    | 26,6    | 27,6    | 28,5    | 29,2    | 29,6    | 29,6    | 28,8    | 27,3    | 26,2    | 27,6    |
| Record de froid (°C) date du record   | 8 1930  | 8 1909  | 8 1930  | 11 1933 | 12 1906 | 14 1909 | 14 1909 | 14 1909 | 15 1939 | 12 1909 | 11 1933 | 10 1929 | 8 1930  |
| Record de chaleur (°C) date du record | 31 1930 | 32 2015 | 31 1986 | 31 1981 | 32 2016 | 32 2021 | 33 1918 | 33 2019 | 34 2019 | 33 2012 | 32 1995 | 32 1912 | 33 2019 |
| Ensoleillement (h)                    | 176,2   | 181,7   | 206,5   | 202,8   | 243,6   | 248,3   | 257,9   | 263,3   | 242,1   | 207,7   | 161,4   | 160,7   | 1 817,4 |
| Précipitations (mm)                   | 70,6    | 92,2    | 142,5   | 51,6    | 55,4    | 45,5    | 44,4    | 59,2    | 55,4    | 83,1    | 102,4   | 117,9   | 920,2   |
| Nombre de jours avec précipitations   | 12      | 12,4    | 15,1    | 15,5    | 14,3    | 17,8    | 19,3    | 18      | 16,1    | 16,7    | 17,5    | 17,6    | 192,3   |
| Humidité relative (%)                 | 76,1    | 75,4    | 75,3    | 75,2    | 74,9    | 73,5    | 73,9    | 74      | 74,1    | 76,2    | 76,8    | 76,5    | 75,2    |

| Diagramme climatique                                  |            |               |              |              |            |              |            |              |              |               |               |
| J                                                     | F          | M             | A            | M            | J          | J            | A          | S            | O            | N             | D             |
| 25,918,970,6                                          | 25,61992,2 | 25,819,6142,5 | 26,620,851,6 | 27,621,655,4 | 28,52345,5 | 29,223,744,4 | 29,62459,2 | 29,623,855,4 | 28,823,183,1 | 27,321,8102,4 | 26,220,3117,9 |
| Moyennes : • Temp. maxi et mini °C • Précipitation mm |            |               |              |              |            |              |            |              |              |               |               |